# Isaac Terrazas
Isaac Terrazas (* 23. Januar 1973 in Mexiko-Stadt) ist ein ehemaliger mexikanischer Fußballspieler auf der Position des Verteidigers.

## Leben

### Verein
Davino begann seine Profikarriere bei seinem Heimatverein América, für den er von 1991 bis 1994 sowie noch einmal von 1995 bis 2000 spielte und mit dem er 1992 den CONCACAF Champions’ Cup gewann. Dazwischen war er in der Eröffnungssaison 1994/95 der Primera División 'A' auf Leihbasis für den Zweitligaverein CD Aguascalientes tätig.
Nach einer Zwischenstation bei den Freseros de Irapuato ließ er seine aktive Laufbahn zwischen 2002 und 2005 in Reihen der Tiburones Rojos de Veracruz ausklingen.

### Nationalmannschaft
Sein Debüt im Dress der mexikanischen Nationalmannschaft gab Terrazas am 12. Dezember 1997 in einem Spiel um den FIFA-Konföderationen-Pokal 1997, das gegen Australien (1:3) verloren wurde.
Ein Jahr später gehörte er zum mexikanischen WM-Aufgebot, kam aber nicht zum Einsatz.
Höhepunkt seiner Nationalmannschaftskarriere war die Teilnahme am im eigenen Land ausgetragenen FIFA-Konföderationen-Pokal 1999, der durch einen 4:3-Finalsieg im Aztekenstadion über Rekordweltmeister Brasilien gewonnen werden konnte. Terrazas wirkte in den letzten zehn Minuten des Vorrundenspiels gegen Saudi-Arabien (5:1), eine Halbzeit im Halbfinale gegen die USA (1:0) sowie die letzten 20 Minuten im Finale gegen Brasilien, das zugleich sein letzter Länderspieleinsatz war, mit.

## Erfolge

### Verein
- CONCACAF Champions’ Cup: 1992

### Nationalmannschaft
- FIFA-Konföderationen-Pokal: 1999